# یخچال حاجی مریم
یخچال حاجی مریم مربوط به دوره قاجار است و در استهبان، روبروی مدرسه طالقانی، محله میری، در بین اراضی کشاورزی واقع شده و این اثر در تاریخ ۱۸ شهریور ۱۳۸۷ با شمارهٔ ثبت ۲۳۴۶۹ به‌عنوان یکی از آثار ملی ایران به ثبت رسیده است.
در شمال شهر استهبان و در دل صحرا آب انبار بزرگی وجود دارد که به یخچال حاجی محریم شهرت دارد. مصالح به کار رفته شده سنگ و ساروج است که برخلاف برکه‌های استهبان که همگی مکعب مستطیل اند به صورت استوانه ساخته شده است. سقف آن را پوشش به صورت گنبدی با آجر و گل رس و گچ ساخته‌اند که همین نمای گنبدی شکل از هر جای صحرا قابل مشاهده است. ارتفاع تقریبی گنبد حدود هفت متر است و شعاع دایره آب انبار حدود ۵ متر می‌باشد.